# Тур WTA 2002
Sanex WTA Tour 2002 - серія елітних професійних тенісних турнірів, організованих Жіночою тенісною асоціацією (WTA) упродовж тенісного сезону 2002 року. Календар складався з турнірів Великого шолома (під егідою Міжнародної тенісної федерації (ITF)), турнірів WTA від 1-ї до 5-ї категорії, Кубка федерації (організованого ITF) і турніру закінчення року.
Нові турніри, які з'явилися 2002 року: Proximus Diamond Games у Антверпені (Бельгія), Sarasota Clay Court Classic у Сарасоті (США) і Nordea Nordic Light Open в Еспоо (Фінляндія). 

## Підсумки сезону
Серена Вільямс домінувала упродовж року, вперше зійшовши на 1-шу сходинку рейтингу WTA в липні і утримуючи її решту сезону. Вона виграла свій другий, третій і четвертий титули Великого шолома на Відкритому чемпіонаті Франції, Вімблдоні і Відкритому чемпіонаті США, перемігши свою сестру Вінус у всіх трьох фіналах. Це принесло їй некалендарний Великий шолом (названий "Serena Slam"), який довершився на Відкритому чемпіонаті Австралії наступного року. Її співвідношення перемог до поразок упродовж сезону становило 56–5. Вінус Вільямс вийшла на перше місце в рейтингу в лютому і завершила сезон під номером 2. Дженніфер Капріаті захистила свій титул на Відкритому чемпіонаті Австралії, здобувши третій титул Великого сезону після двох перемог упродовж 2001 року.
Вірхінія Руано Паскуаль і Паола Суарес стали Парою року, завершивши сезон на другій позиції в індивідуальному рейтингу. Їхні титули на Відкритих чемпіонатах Франції та США стали другою та третьою перемогою разом на турнірах Великого шолома. Серена Вільямс і Вінус Вільямс виграли свій п'ятий турнір Великого шолома разом на Вімблдоні, а Мартіна Хінгіс і Анна Курнікова виграли свій другий титул у парному розряді разом на Відкритому чемпіонаті Австралії, який для Хінгіс став 9-м за кар'єру.
Колишня 1-ша ракетка світу Аранча Санчес Вікаріо оголосила наприкінці сезону про завершення кар'єри, утім повернулася 2004 року, щоб грати в парному розряді.

## Графік
Нижче наведено повний розклад змагань Туру WTA 2002.
Легенда
| Турніри Великого шолома      |
| Чемпіонат закінчення року    |
| Турніри 1-ї категорії        |
| Турніри 2-ї категорії        |
| Турніри 3-ї категорії        |
| Турніри 4-ї та 5-ї категорій |
| Командні змагання            |

### Січень
| Тиждень           | Турнір | Чемпіонки                                        | Фіналістки                              | Півфіналістки                                                        | Чвертьфіналістки                                                    |
| ----------------- | --- | ------------------------------------------------ | --------------------------------------- | -------------------------------------------------------------------- | ------------------------------------------------------------------- |
| 31 грудня         | Кубок Гопмана Перт, Австралія Hopman Cup Хард (п) – 8 команд (ГР)                                                                                              | Іспанія 2–1                                      | США                                     | Програли в круговому турнірі (група A) Австралія Швейцарія Аргентина | Програли в круговому турнірі (група B) Італія Бельгія Франція       |
| 31 грудня         | Brisbane International Голд-Кост, Австралія Турнір 3-ї категорії $170,000 - Хард - 30S/32Q/16D Одиночний розряд - Парний розряд                                | Вінус Вільямс 7–5, 6–2                           | Жустін Енен                             | Надія Петрова Дая Беданова                                           | Ай Суґіяма Сільвія Фаріна-Елія Тіна Писник Анка Барна               |
| 31 грудня         | Brisbane International Голд-Кост, Австралія Турнір 3-ї категорії $170,000 - Хард - 30S/32Q/16D Одиночний розряд - Парний розряд                                | Жустін Енен Меган Шонессі 6–1, 7–6(8–6)          | Міріам Ореманс Оса Свенссон             | Надія Петрова Дая Беданова                                           | Ай Суґіяма Сільвія Фаріна-Елія Тіна Писник Анка Барна               |
| 31 грудня         | ASB Bank Classic Окленд, Нова Зеландія Турнір 4-ї категорії $140,000 - Хард - 32S/32Q/16D Одиночний розряд - Парний розряд                                     | Анна Смашнова 6–2, 6–2                           | Тетяна Панова                           | Анна Курнікова Сільвія Талая                                         | Анабель Медіна Гаррігес Еммануель Гальярді Анна Кремер Тетяна Пучек |
| 31 грудня         | ASB Bank Classic Окленд, Нова Зеландія Турнір 4-ї категорії $140,000 - Хард - 32S/32Q/16D Одиночний розряд - Парний розряд                                     | Ніколь Арендт Лізель Губер 7–5, 6–4              | Квета Грдлічкова Генрієта Надьова       | Анна Курнікова Сільвія Талая                                         | Анабель Медіна Гаррігес Еммануель Гальярді Анна Кремер Тетяна Пучек |
| 7 січня           | Sydney International Сідней, Австралія Турнір 2-ї категорії $585,000 - Хард - 28S/32Q/16D Одиночний розряд - Парний розряд                                     | Мартіна Хінгіс 6–2, 6–3                          | Меган Шонессі                           | Серена Вільямс Кім Клейстерс                                         | Александра Стівенсон Амелі Моресмо Жустін Енен Сандрін Тестю        |
| 7 січня           | Sydney International Сідней, Австралія Турнір 2-ї категорії $585,000 - Хард - 28S/32Q/16D Одиночний розряд - Парний розряд                                     | Ліза Реймонд Ренне Стаббс Walkover               | Мартіна Хінгіс Анна Курнікова           | Серена Вільямс Кім Клейстерс                                         | Александра Стівенсон Амелі Моресмо Жустін Енен Сандрін Тестю        |
| 7 січня           | Tasmanian International Гобарт, Австралія Tier V event $110,000 - Хард - 32S/32Q/16D Одиночний розряд - Парний розряд                                          | Мартина Суха 7–6(9–7), 6–1                       | Анабель Медіна Гаррігес                 | Емі Фрейзер Ніколь Пратт                                             | Ріта Гранде Жанетта Гусарова Мейлен Ту Аліна Жидкова                |
| 7 січня           | Tasmanian International Гобарт, Австралія Tier V event $110,000 - Хард - 32S/32Q/16D Одиночний розряд - Парний розряд                                          | Татьяна Гарбін Ріта Гранде 6–2, 7–6(7–3)         | Кетрін Берклей Крістіна Вілер           | Емі Фрейзер Ніколь Пратт                                             | Ріта Гранде Жанетта Гусарова Мейлен Ту Аліна Жидкова                |
| 7 січня           | Canberra Women's Classic Канберра, Австралія Tier V event $110,000 - Хард - 32S/32Q/16D Одиночний розряд - Парний розряд                                       | Анна Смашнова 7–5, 7–6(7–2)                      | Тамарін Танасугарн                      | Лілія Остерло Аманда Грем                                            | Патті Шнідер Наталі Деші Емілі Луа Петра Мандула                    |
| 7 січня           | Canberra Women's Classic Канберра, Австралія Tier V event $110,000 - Хард - 32S/32Q/16D Одиночний розряд - Парний розряд                                       | Нанні де Вільєрс Ірина Селютіна 6–2, 6–3         | Саманта Рівз Адріана Серра-Дзанетті     | Лілія Остерло Аманда Грем                                            | Патті Шнідер Наталі Деші Емілі Луа Петра Мандула                    |
| 14 січня 21 січня | Відкритий чемпіонат Австралії Мельбурн, Австралія Великий шолом $3,818,613 - Хард - 128S/96Q/64D/32X Одиночний розряд - Парний розряд - Змішаний парний розряд | Дженніфер Капріаті 4–6, 7–6(9–7), 6–2            | Мартіна Хінгіс                          | Кім Клейстерс Моніка Селеш                                           | Амелі Моресмо Жустін Енен Адріана Серра-Дзанетті Вінус Вільямс      |
| 14 січня 21 січня | Відкритий чемпіонат Австралії Мельбурн, Австралія Великий шолом $3,818,613 - Хард - 128S/96Q/64D/32X Одиночний розряд - Парний розряд - Змішаний парний розряд | Мартіна Хінгіс Анна Курнікова 6–2, 6–7(4–7), 6–1 | Аранча Санчес Вікаріо Даніела Гантухова | Кім Клейстерс Моніка Селеш                                           | Амелі Моресмо Жустін Енен Адріана Серра-Дзанетті Вінус Вільямс      |
| 14 січня 21 січня | Відкритий чемпіонат Австралії Мельбурн, Австралія Великий шолом $3,818,613 - Хард - 128S/96Q/64D/32X Одиночний розряд - Парний розряд - Змішаний парний розряд | Кевін Ульєтт Даніела Гантухова 6–3, 6–2          | Гастон Етліс Паола Суарес               | Кім Клейстерс Моніка Селеш                                           | Амелі Моресмо Жустін Енен Адріана Серра-Дзанетті Вінус Вільямс      |
| 28 січня          | Pan Pacific Open Токіо, Японія Турнір 1-ї категорії $1,224,000 - Хард - 28S/32Q/16D Одиночний розряд - Парний розряд                                           | Мартіна Хінгіс 7–6(8–6), 4–6, 6–3                | Моніка Селеш                            | Сільвія Фаріна-Елія Анна Курнікова                                   | Тамарін Танасугарн Сандрін Тестю Александра Стівенсон Анна Кремер   |
| 28 січня          | Pan Pacific Open Токіо, Японія Турнір 1-ї категорії $1,224,000 - Хард - 28S/32Q/16D Одиночний розряд - Парний розряд                                           | Ліза Реймонд Ренне Стаббс 6–1, 6–1               | Елс Калленс Роберта Вінчі               | Сільвія Фаріна-Елія Анна Курнікова                                   | Тамарін Танасугарн Сандрін Тестю Александра Стівенсон Анна Кремер   |

### Лютий
| Week      | Турнір | Чемпіонки                                         | Фіналістки                        | Півфіналістки                              | Чвертьфіналістки                                                      |
| --------- | --- | ------------------------------------------------- | --------------------------------- | ------------------------------------------ | --------------------------------------------------------------------- |
| 4 лютого  | Open GDF Suez Париж, Франція Турнір 2-ї категорії $585,000 - Хард (п) - 28S/32Q/16D Одиночний розряд - Парний розряд                          | Вінус Вільямс Без гри                             | Єлена Докич                       | Амелі Моресмо Моніка Селеш                 | Сільвія Фаріна-Елія Франческа Ск'явоне Олена Дементьєва Жустін Енен   |
| 4 лютого  | Open GDF Suez Париж, Франція Турнір 2-ї категорії $585,000 - Хард (п) - 28S/32Q/16D Одиночний розряд - Парний розряд                          | Наталі Деші Мейлен Ту Walkover                    | Олена Дементьєва Жанетта Гусарова | Амелі Моресмо Моніка Селеш                 | Сільвія Фаріна-Елія Франческа Ск'явоне Олена Дементьєва Жустін Енен   |
| 11 лютого | Diamond Games Антверпен, Бельгія Турнір 2-ї категорії $585,000 - Хард (п) - 28S/32Q/16D Одиночний розряд - Парний розряд                      | Вінус Вільямс 6–3, 5–7, 6–3                       | Жустін Енен                       | Амелі Моресмо Патті Шнідер                 | Сільвія Фаріна-Елія Дая Беданова Ева Дірберг Магдалена Малеєва        |
| 11 лютого | Diamond Games Антверпен, Бельгія Турнір 2-ї категорії $585,000 - Хард (п) - 28S/32Q/16D Одиночний розряд - Парний розряд                      | Магдалена Малеєва Патті Шнідер 6–3, 6–7(3–7), 6–3 | Наталі Деші Мейлен Ту             | Амелі Моресмо Патті Шнідер                 | Сільвія Фаріна-Елія Дая Беданова Ева Дірберг Магдалена Малеєва        |
| 11 лютого | Qatar ExxonMobil Open Доха, Катар Турнір 3-ї категорії $170,000 - Хард - 30S/32Q/16D Одиночний розряд - Парний розряд                         | Моніка Селеш 7–6(8–6), 6–3                        | Тамарін Танасугарн                | Алісія Молік Жанетта Гусарова              | Ніколь Пратт Татьяна Гарбін Мая Матевжич Анастасія Мискіна            |
| 11 лютого | Qatar ExxonMobil Open Доха, Катар Турнір 3-ї категорії $170,000 - Хард - 30S/32Q/16D Одиночний розряд - Парний розряд                         | Жанетта Гусарова Аранча Санчес Вікаріо 6–3, 6–3   | Александра Фусаї Кароліна Віс     | Алісія Молік Жанетта Гусарова              | Ніколь Пратт Татьяна Гарбін Мая Матевжич Анастасія Мискіна            |
| 18 лютого | Dubai Tennis Championships Дубай,, ОАЕ Турнір 2-ї категорії $585,000 - Хард - 28S/32Q/16D Одиночний розряд - Парний розряд                    | Амелі Моресмо 6–4, 7–6(7–3)                       | Сандрін Тестю                     | Вінус Вільямс Моніка Селеш                 | Анастасія Мискіна Тамарін Танасугарн Тіна Писник Анхелес Монтоліо     |
| 18 лютого | Dubai Tennis Championships Дубай,, ОАЕ Турнір 2-ї категорії $585,000 - Хард - 28S/32Q/16D Одиночний розряд - Парний розряд                    | Барбара Ріттнер Марія Венто-Кабчі 6–3, 6–2        | Сандрін Тестю Роберта Вінчі       | Вінус Вільямс Моніка Селеш                 | Анастасія Мискіна Тамарін Танасугарн Тіна Писник Анхелес Монтоліо     |
| 18 лютого | U.S. National Indoor Tennis Championships Мемфіс, США Турнір 3-ї категорії $170,000 - Хард (п) - 30S/32Q/16D Одиночний розряд - Парний розряд | Ліза Реймонд 4–6, 6–3, 7–6(11–9)                  | Александра Стівенсон              | Аліна Жидкова Ай Суґіяма                   | Яна Неєдли Сільвія Талая Адріана Серра-Дзанетті Джилл Крейбас         |
| 18 лютого | U.S. National Indoor Tennis Championships Мемфіс, США Турнір 3-ї категорії $170,000 - Хард (п) - 30S/32Q/16D Одиночний розряд - Парний розряд | Ай Суґіяма Олена Татаркова 6–4, 2–6, 6–0          | Мелісса Міддлтон Брі Ріппнер      | Аліна Жидкова Ай Суґіяма                   | Яна Неєдли Сільвія Талая Адріана Серра-Дзанетті Джилл Крейбас         |
| 18 лютого | Copa Colsanitas Богота, Колумбія Турнір 3-ї категорії $170,000 - Ґрунт - 30S/29Q/16D Одиночний розряд - Парний розряд                         | Фабіола Сулуага 6–1, 6–4                          | Катарина Среботнік                | Крістіна Торренс-Валеро Каталіна Кастаньйо | Россана де лос Ріос Паола Суарес Селін Бейгбедер Марія Емілія Салерні |
| 18 лютого | Copa Colsanitas Богота, Колумбія Турнір 3-ї категорії $170,000 - Ґрунт - 30S/29Q/16D Одиночний розряд - Парний розряд                         | Вірхінія Руано Паскуаль Паола Суарес 6–2, 6–1     | Тіна Кріжан Катарина Среботнік    | Крістіна Торренс-Валеро Каталіна Кастаньйо | Россана де лос Ріос Паола Суарес Селін Бейгбедер Марія Емілія Салерні |
| 25 лютого | State Farm Women's Tennis Classic Скоттсдейл, США Турнір 2-ї категорії $585,000 - Хард - 28S/32Q/16D Одиночний розряд - Парний розряд         | Серена Вільямс 6–2, 4–6, 6–4                      | Дженніфер Капріаті                | Наталі Деші Мартіна Хінгіс                 | Барбара Шетт Франческа Ск'явоне Ніколь Пратт Дая Беданова             |
| 25 лютого | State Farm Women's Tennis Classic Скоттсдейл, США Турнір 2-ї категорії $585,000 - Хард - 28S/32Q/16D Одиночний розряд - Парний розряд         | Ліза Реймонд Ренне Стаббс 6–3, 5–7, 7–6(7–4)      | Кара Блек Олена Лиховцева         | Наталі Деші Мартіна Хінгіс                 | Барбара Шетт Франческа Ск'явоне Ніколь Пратт Дая Беданова             |
| 25 лютого | Mexican Open Акапулько, Мексика Турнір 3-ї категорії $200,000 - Ґрунт - 30S/32Q/16D Одиночний розряд - Парний розряд                          | Катарина Среботнік 6–7(1–7), 6–4, 6–2             | Паола Суарес                      | Олена Дементьєва Анна Курнікова            | Емілі Луа Аманда Кетцер Крістіна Торренс-Валеро Жанетта Гусарова      |
| 25 лютого | Mexican Open Акапулько, Мексика Турнір 3-ї категорії $200,000 - Ґрунт - 30S/32Q/16D Одиночний розряд - Парний розряд                          | Вірхінія Руано Паскуаль Паола Суарес 7–5, 6–1     | Тіна Кріжан Катарина Среботнік    | Олена Дементьєва Анна Курнікова            | Емілі Луа Аманда Кетцер Крістіна Торренс-Валеро Жанетта Гусарова      |

### Березень
| Week                  | Турнір | Чемпіонки                                         | Фіналістки                           | Півфіналістки                   | Чвертьфіналістки                                               |
| --------------------- | --- | ------------------------------------------------- | ------------------------------------ | ------------------------------- | -------------------------------------------------------------- |
| 4 березня 11 березня  | Pacific Life Open Індіан-Веллс, США Турнір 1-ї категорії $2,100,000 - Хард - 96S/48Q/32D Одиночний розряд - Парний розряд | Даніела Гантухова 6–3, 6–4                        | Мартіна Хінгіс                       | Еммануель Гальярді Моніка Селеш | Анна Смашнова Ліза Реймонд Аманда Кетцер Аранча Санчес Вікаріо |
| 4 березня 11 березня  | Pacific Life Open Індіан-Веллс, США Турнір 1-ї категорії $2,100,000 - Хард - 96S/48Q/32D Одиночний розряд - Парний розряд | Ліза Реймонд Ренне Стаббс 7–5, 6–0                | Олена Дементьєва Жанетта Гусарова    | Еммануель Гальярді Моніка Селеш | Анна Смашнова Ліза Реймонд Аманда Кетцер Аранча Санчес Вікаріо |
| 18 березня 25 березня | NASDAQ-100 Open Маямі, США Турнір 1-ї категорії $2,860,000 - Хард - 96S/48Q/32D Одиночний розряд - Парний розряд          | Серена Вільямс 7–5, 7–6(7–4)                      | Дженніфер Капріаті                   | Моніка Селеш Вінус Вільямс      | Тетяна Панова Кім Клейстерс Мартіна Хінгіс Олена Дементьєва    |
| 18 березня 25 березня | NASDAQ-100 Open Маямі, США Турнір 1-ї категорії $2,860,000 - Хард - 96S/48Q/32D Одиночний розряд - Парний розряд          | Ліза Реймонд Ренне Стаббс 7–6(7–4), 6–7(4–7), 6–3 | Вірхінія Руано Паскуаль Паола Суарес | Моніка Селеш Вінус Вільямс      | Тетяна Панова Кім Клейстерс Мартіна Хінгіс Олена Дементьєва    |

### Квітень
| Week      | Турнір | Чемпіонки | Фіналістки | Півфіналістки                    | Чвертьфіналістки                                                 |
| --------- | --- | --- | --- | -------------------------------- | ---------------------------------------------------------------- |
| 1 квітня  | Porto Open Порту, Португалія Турнір 4-ї категорії $140,000 - Ґрунт - 32S/28Q/16D Singles - Doubles | Анхелес Монтоліо 6–1, 2–6, 7–5 | Магі Серна | Мая Матевжич Жофія Губачі        | Елені Даніліду Єлена Костанич Людмила Черванова Кара Блек        |
| 1 квітня  | Porto Open Порту, Португалія Турнір 4-ї категорії $140,000 - Ґрунт - 32S/28Q/16D Singles - Doubles | Кара Блек Ірина Селютіна 7–6(8–6), 6–4 | Крісті Богерт Магі Серна | Мая Матевжич Жофія Губачі        | Елені Даніліду Єлена Костанич Людмила Черванова Кара Блек        |
| 1 квітня  | Sarasota Open Сарасота, США Турнір 4-ї категорії $140,000 - Ґрунт (зелений) - 32S/32Q/16D Одиночний розряд - Парний розряд | Єлена Докич 6–2, 6–2 | Тетяна Панова | Віржіні Раззано Меган Шонессі    | Патті Шнідер Паола Суарес Жанетта Гусарова Анастасія Мискіна     |
| 1 квітня  | Sarasota Open Сарасота, США Турнір 4-ї категорії $140,000 - Ґрунт (зелений) - 32S/32Q/16D Одиночний розряд - Парний розряд | Єлена Докич Олена Лиховцева 6–7(5–7), 6–3, 6–3                                                                                             | Елс Калленс Кончіта Мартінес                                                                                                  | Віржіні Раззано Меган Шонессі    | Патті Шнідер Паола Суарес Жанетта Гусарова Анастасія Мискіна     |
| 8 квітня  | Bausch & Lomb Championships Амілія, США Турнір 2-ї категорії $585,000 - Ґрунт (зелений) - 56S/32Q/16D Одиночний розряд - Парний розряд                                                                                              | Вінус Вільямс 2–6, 7–5, 7–6(7–5) | Жустін Енен | Анна Кремер Єлена Докич          | Паола Суарес Сандрін Тестю Олена Дементьєва Сільвія Фаріна-Елія  |
| 8 квітня  | Bausch & Lomb Championships Амілія, США Турнір 2-ї категорії $585,000 - Ґрунт (зелений) - 56S/32Q/16D Одиночний розряд - Парний розряд                                                                                              | Даніела Гантухова Аранча Санчес Вікаріо 6–4, 6–2                                                                                           | Марія Емілія Салерні Оса Свенссон                                                                                             | Анна Кремер Єлена Докич          | Паола Суарес Сандрін Тестю Олена Дементьєва Сільвія Фаріна-Елія  |
| 8 квітня  | Estoril Open Ештуріл, Португалія Турнір 4-ї категорії $140,000 - Ґрунт - 32S/32Q/16D Одиночний розряд - Парний розряд | Магі Серна 6–4, 6–2 | Анка Барна | Дінара Сафіна Олена Бовіна       | Анхелес Монтоліо Мая Матевжич Тіна Писник Лурдес Домінгес Ліно   |
| 8 квітня  | Estoril Open Ештуріл, Португалія Турнір 4-ї категорії $140,000 - Ґрунт - 32S/32Q/16D Одиночний розряд - Парний розряд | Олена Бовіна Жофія Губачі 6–3, 6–1 | Барбара Ріттнер Марія Венто-Кабчі                                                                                             | Дінара Сафіна Олена Бовіна       | Анхелес Монтоліо Мая Матевжич Тіна Писник Лурдес Домінгес Ліно   |
| 15 квітня | Family Circle Cup Чарлстон, США Турнір 1-ї категорії $1,224,000 - Ґрунт (зелений) - 56S/32Q/28D Одиночний розряд - Парний розряд | Іва Майолі 7–6(7–5), 6–4 | Патті Шнідер | Дженніфер Капріаті Сандрін Тестю | Анастасія Мискіна Серена Вільямс Аманда Кетцер Стефані Форец     |
| 15 квітня | Family Circle Cup Чарлстон, США Турнір 1-ї категорії $1,224,000 - Ґрунт (зелений) - 56S/32Q/28D Одиночний розряд - Парний розряд | Ліза Реймонд Ренне Стаббс 6–4, 3–6, 7–6(7–4)                                                                                               | Александра Фусаї Кароліна Віс                                                                                                 | Дженніфер Капріаті Сандрін Тестю | Анастасія Мискіна Серена Вільямс Аманда Кетцер Стефані Форец     |
| 15 квітня | Budapest Open Будапешт, Угорщина Tier V event $110,000 - Ґрунт - 32S/32Q/16D Одиночний розряд - Парний розряд | Мартіна Мюллер 6–2, 3–6, 6–4 | Міріам Казанова | Тетяна Пучек Елені Даніліду      | Мартина Суха Кара Блек Ріта Куті-Кіш Любомира Бачева             |
| 15 квітня | Budapest Open Будапешт, Угорщина Tier V event $110,000 - Ґрунт - 32S/32Q/16D Одиночний розряд - Парний розряд | Кетрін Берклей Емілі Луа 4–6, 6–3, 6–3 | Олена Бовіна Жофія Губачі | Тетяна Пучек Елені Даніліду      | Мартина Суха Кара Блек Ріта Куті-Кіш Любомира Бачева             |
| 22 квітня | Fed Cup: 1-ше коло Брюссель, Бельгія, ґрунт (п) Мілан, Італія, Ґрунт Братислава, Словаччина, Ґрунт Буенос Айрес, Аргентина, Ґрунт Charlotte, NC, США, Ґрунт Бол, Хорватія, Ґрунт Альмерія, Іспанія, Ґрунт Дрезден, Німеччина, Ґрунт | перемогли в 1-му колі · Бельгія 3–1 · Італія 5–0 · Словаччина 3–2 · Франція 3–2 · Австрія 3–2 · Хорватія 3–2 · Іспанія 4–1 · Німеччина 3–2 | програли в 1-му колі losers · Австралія · Швеція · Швейцарія · Аргентина · Сполучені Штати Америки · Чехія · Угорщина · Росія |                                  |                                                                  |
| 29 квітня | Betty Barclay Cup Гамбург, Німеччина Турнір 2-ї категорії $585,000 - Ґрунт - 28S/32Q/16D Одиночний розряд - Парний розряд | Кім Клейстерс 1–6, 6–3, 6–4 | Вінус Вільямс | Мартіна Хінгіс Єлена Докич       | Аранча Санчес Вікаріо Даніела Гантухова Жустін Енен Барбара Шетт |
| 29 квітня | Betty Barclay Cup Гамбург, Німеччина Турнір 2-ї категорії $585,000 - Ґрунт - 28S/32Q/16D Одиночний розряд - Парний розряд | Мартіна Хінгіс Барбара Шетт 6–1, 6–1 | Даніела Гантухова Аранча Санчес Вікаріо                                                                                       | Мартіна Хінгіс Єлена Докич       | Аранча Санчес Вікаріо Даніела Гантухова Жустін Енен Барбара Шетт |
| 29 квітня | Croatian Bol Ladies Open Bol, Хорватія Турнір 3-ї категорії $170,000 - Ґрунт - 30S/32Q/16D Одиночний розряд - Парний розряд | Оса Свенссон 6–3, 4–6, 6–1 | Іва Майолі | Татьяна Гарбін Лібуше Прушова    | Олена Дементьєва Тіна Писник Віра Звонарьова Маріана Діас-Оліва  |
| 29 квітня | Croatian Bol Ladies Open Bol, Хорватія Турнір 3-ї категорії $170,000 - Ґрунт - 30S/32Q/16D Одиночний розряд - Парний розряд | Татьяна Гарбін Анжелік Віджайя 7–5, 3–6, 6–4                                                                                               | Олена Бовіна Генрієта Надьова                                                                                                 | Татьяна Гарбін Лібуше Прушова    | Олена Дементьєва Тіна Писник Віра Звонарьова Маріана Діас-Оліва  |

### Травень
| Week               | Турнір | Чемпіонки                                            | Фіналістки                                | Півфіналістки                        | Чвертьфіналістки                                                         |
| ------------------ | --- | ---------------------------------------------------- | ----------------------------------------- | ------------------------------------ | ------------------------------------------------------------------------ |
| 6 травня           | Eurocard German Open Берлін, Німеччина Турнір 1-ї категорії $1,224,000 - Ґрунт - 56S/32Q/28D Одиночний розряд - Парний розряд                            | Жустін Енен 6–2, 1–6, 7–6(7–5)                       | Серена Вільямс                            | Дженніфер Капріаті Анна Смашнова     | Сандрін Тестю Наталі Деші Амелі Моресмо Даніела Гантухова                |
| 6 травня           | Eurocard German Open Берлін, Німеччина Турнір 1-ї категорії $1,224,000 - Ґрунт - 56S/32Q/28D Одиночний розряд - Парний розряд                            | Олена Дементьєва Жанетта Гусарова 0–6, 7–6(7–3), 6–2 | Даніела Гантухова Аранча Санчес Вікаріо   | Дженніфер Капріаті Анна Смашнова     | Сандрін Тестю Наталі Деші Амелі Моресмо Даніела Гантухова                |
| 6 травня           | J&S Cup Варшава, Польща Турнір 3-ї категорії $170,000 - Ґрунт - 32S/32Q/16D Одиночний розряд - Парний розряд                                             | Олена Бовіна 6–3, 6–1                                | Генрієта Надьова                          | Віра Звонарьова Сільвія Талая        | Вірхінія Руано Паскуаль Селіма Сфар Світлана Кузнецова Людмила Черванова |
| 6 травня           | J&S Cup Варшава, Польща Турнір 3-ї категорії $170,000 - Ґрунт - 32S/32Q/16D Одиночний розряд - Парний розряд                                             | Єлена Костанич Генрієта Надьова 6–1, 6–1             | Євгенія Куликовська Сільвія Талая         | Віра Звонарьова Сільвія Талая        | Вірхінія Руано Паскуаль Селіма Сфар Світлана Кузнецова Людмила Черванова |
| 13 травня          | Відкритий чемпіонат Італії Rome, Італія Турнір 1-ї категорії $1,224,000 - Ґрунт - 56S/48Q/28D Одиночний розряд - Парний розряд                           | Серена Вільямс 7–6(8–6), 6–4                         | Жустін Енен                               | Кім Клейстерс Дженніфер Капріаті     | Вірхінія Руано Паскуаль Сандрін Тестю Анастасія Мискіна Амелі Моресмо    |
| 13 травня          | Відкритий чемпіонат Італії Rome, Італія Турнір 1-ї категорії $1,224,000 - Ґрунт - 56S/48Q/28D Одиночний розряд - Парний розряд                           | Вірхінія Руано Паскуаль Паола Суарес 6–3, 6–4        | Кончіта Мартінес Патрісія Тарабіні        | Кім Клейстерс Дженніфер Капріаті     | Вірхінія Руано Паскуаль Сандрін Тестю Анастасія Мискіна Амелі Моресмо    |
| 20 травня          | Open de España Мадрид, Іспанія Турнір 3-ї категорії $170,000 - Ґрунт - 30S/32Q/16D Одиночний розряд - Парний розряд                                      | Моніка Селеш 6–4, 6–2                                | Чанда Рубін                               | Паола Суарес Фабіола Сулуага         | Анна Смашнова Кларіса Фернандес Емілі Луа Магі Серна                     |
| 20 травня          | Open de España Мадрид, Іспанія Турнір 3-ї категорії $170,000 - Ґрунт - 30S/32Q/16D Одиночний розряд - Парний розряд                                      | Мартіна Навратілова Наташа Звєрєва 6–2, 6–3          | Россана де лос Ріос Аранча Санчес Вікаріо | Паола Суарес Фабіола Сулуага         | Анна Смашнова Кларіса Фернандес Емілі Луа Магі Серна                     |
| 20 травня          | Internationaux de Strasbourg Страсбург, Франція Турнір 3-ї категорії $170,000 - Ґрунт - 30S/32Q/16D Одиночний розряд - Парний розряд                     | Сільвія Фаріна-Елія 6–4, 3–6, 6–3                    | Єлена Докич                               | Меган Шонессі Магдалена Малеєва      | Єлена Костанич Еммануель Гальярді Барбара Шварц Ліза Реймонд             |
| 20 травня          | Internationaux de Strasbourg Страсбург, Франція Турнір 3-ї категорії $170,000 - Ґрунт - 30S/32Q/16D Одиночний розряд - Парний розряд                     | Дженніфер Гопкінс Єлена Костанич 0–6, 6–4, 6–4       | Каролін Денін Мая Матевжич                | Меган Шонессі Магдалена Малеєва      | Єлена Костанич Еммануель Гальярді Барбара Шварц Ліза Реймонд             |
| 27 травня 3 червня | Відкритий чемпіонат Франції Париж, Франція Великий шолом $4,664,160 - Ґрунт - 128S/96Q/64D/32X Одиночний розряд - Парний розряд - Змішаний парний розряд | Серена Вільямс 7–5, 6–3                              | Вінус Вільямс                             | Дженніфер Капріаті Кларіса Фернандес | Єлена Докич Марі П'єрс Паола Суарес Моніка Селеш                         |
| 27 травня 3 червня | Відкритий чемпіонат Франції Париж, Франція Великий шолом $4,664,160 - Ґрунт - 128S/96Q/64D/32X Одиночний розряд - Парний розряд - Змішаний парний розряд | Вірхінія Руано Паскуаль Паола Суарес 6–4, 6–2        | Ліза Реймонд Ренне Стаббс                 | Дженніфер Капріаті Кларіса Фернандес | Єлена Докич Марі П'єрс Паола Суарес Моніка Селеш                         |
| 27 травня 3 червня | Відкритий чемпіонат Франції Париж, Франція Великий шолом $4,664,160 - Ґрунт - 128S/96Q/64D/32X Одиночний розряд - Парний розряд - Змішаний парний розряд | Вейн Блек Кара Блек 6–3, 6–3                         | Марк Ноулз Олена Бовіна                   | Дженніфер Капріаті Кларіса Фернандес | Єлена Докич Марі П'єрс Паола Суарес Моніка Селеш                         |

### Червень
| Week              | Турнір | Чемпіонки                                         | Фіналістки                           | Півфіналістки                  | Чвертьфіналістки                                                                       |
| ----------------- | --- | ------------------------------------------------- | ------------------------------------ | ------------------------------ | -------------------------------------------------------------------------------------- |
| 10 червня         | DFS Classic Бірмінгем, Велика Британія Турнір 3-ї категорії $170,000 - Трава - 56S/32Q/16D Одиночний розряд - Парний розряд                                    | Єлена Докич 6–2, 6–3                              | Анастасія Мискіна                    | Ліза Реймонд Ніколь Пратт      | Елені Даніліду Кларіса Фернандес Магдалена Малеєва Анна Кремер                         |
| 10 червня         | DFS Classic Бірмінгем, Велика Британія Турнір 3-ї категорії $170,000 - Трава - 56S/32Q/16D Одиночний розряд - Парний розряд                                    | Асагое Сінобу Елс Калленс 6–4, 6–3                | Кімберлі По Наталі Тозья             | Ліза Реймонд Ніколь Пратт      | Елені Даніліду Кларіса Фернандес Магдалена Малеєва Анна Кремер                         |
| 10 червня         | Wien Energie Grand Prix Відень, Австрія Турнір 3-ї категорії $170,000 - Ґрунт - 30S/32Q/16D Singles - Doubles                                                  | Анна Смашнова 6–4, 6–1                            | Ірода Туляганова                     | Патріція Вартуш Петра Мандула  | Крістіна Торренс-Валеро Патті Шнідер Барбара Шетт Іва Майолі                           |
| 10 червня         | Wien Energie Grand Prix Відень, Австрія Турнір 3-ї категорії $170,000 - Ґрунт - 30S/32Q/16D Singles - Doubles                                                  | Петра Мандула Патріція Вартуш 6–2, 6–4            | Барбара Шварц Ясмін Вер              | Патріція Вартуш Петра Мандула  | Крістіна Торренс-Валеро Патті Шнідер Барбара Шетт Іва Майолі                           |
| 10 червня         | Tashkent Open Ташкент, Узбекистан Турнір 4-ї категорії $140,000 - Хард - 32S/32Q/16D Одиночний розряд - Парний розряд                                          | Марі-Гаяне Мікаелян 6–4, 6–4                      | Тетяна Пучек                         | Татьяна Гарбін Роберта Вінчі   | Надія Островська Марія Елена Камерін Тетяна Перебийніс Скавронська Людмила Анатоліївна |
| 10 червня         | Tashkent Open Ташкент, Узбекистан Турнір 4-ї категорії $140,000 - Хард - 32S/32Q/16D Одиночний розряд - Парний розряд                                          | Тетяна Перебийніс Тетяна Пучек 7–5, 6–2           | Мія Буріч Галина Фокіна              | Татьяна Гарбін Роберта Вінчі   | Надія Островська Марія Елена Камерін Тетяна Перебийніс Скавронська Людмила Анатоліївна |
| 17 червня         | Britannic Asset Management Champ's Істборн, Велика Британія Турнір 2-ї категорії $585,000 - Трава - 28S/32Q/16D Одиночний розряд - Парний розряд               | Чанда Рубін 6–1, 6–3                              | Анастасія Мискіна                    | Дая Беданова Даніела Гантухова | Меган Шонессі Сільвія Фаріна-Елія Емі Фрейзер Анна Кремер                              |
| 17 червня         | Britannic Asset Management Champ's Істборн, Велика Британія Турнір 2-ї категорії $585,000 - Трава - 28S/32Q/16D Одиночний розряд - Парний розряд               | Ліза Реймонд Ренне Стаббс 6–7(5–7), 7–6(8–6), 6–2 | Кара Блек Олена Лиховцева            | Дая Беданова Даніела Гантухова | Меган Шонессі Сільвія Фаріна-Елія Емі Фрейзер Анна Кремер                              |
| 17 червня         | Ordina Open 'с-Гертогенбос, Нідерланди Турнір 3-ї категорії $170,000 - Трава - 30S/16D Одиночний розряд - Парний розряд                                        | Елені Даніліду 3–6, 6–2, 6–3                      | Олена Дементьєва                     | Тіна Писник Жустін Енен        | Кім Клейстерс Магдалена Малеєва Амелі Моресмо Олена Бовіна                             |
| 17 червня         | Ordina Open 'с-Гертогенбос, Нідерланди Турнір 3-ї категорії $170,000 - Трава - 30S/16D Одиночний розряд - Парний розряд                                        | Кетрін Берклей Мартіна Мюллер 6–4, 7–5            | Б'янка Ламаде Магдалена Малеєва      | Тіна Писник Жустін Енен        | Кім Клейстерс Магдалена Малеєва Амелі Моресмо Олена Бовіна                             |
| 24 червня 1 липня | Вімблдон Championships Вімблдон, Велика Британія Великий шолом $4,448,330 - Трава - 128S/96Q/64D/32X Одиночний розряд - Парний розряд - Змішаний парний розряд | Серена Вільямс 7–6(7–4), 6–3                      | Вінус Вільямс                        | Жустін Енен Амелі Моресмо      | Олена Лиховцева Моніка Селеш Дженніфер Капріаті Даніела Гантухова                      |
| 24 червня 1 липня | Вімблдон Championships Вімблдон, Велика Британія Великий шолом $4,448,330 - Трава - 128S/96Q/64D/32X Одиночний розряд - Парний розряд - Змішаний парний розряд | Серена Вільямс Вінус Вільямс 6–2, 7–5             | Вірхінія Руано Паскуаль Паола Суарес | Жустін Енен Амелі Моресмо      | Олена Лиховцева Моніка Селеш Дженніфер Капріаті Даніела Гантухова                      |
| 24 червня 1 липня | Вімблдон Championships Вімблдон, Велика Британія Великий шолом $4,448,330 - Трава - 128S/96Q/64D/32X Одиночний розряд - Парний розряд - Змішаний парний розряд | Магеш Бгупаті Олена Лиховцева 6–2, 1–6, 6–1       | Кевін Ульєтт Даніела Гантухова       | Жустін Енен Амелі Моресмо      | Олена Лиховцева Моніка Селеш Дженніфер Капріаті Даніела Гантухова                      |

### Липень
| Week      | Турнір | Чемпіонки                                                                           | Фіналістки                                                          | Півфіналістки                     | Чвертьфіналістки                                                         |
| --------- | --- | ----------------------------------------------------------------------------------- | ------------------------------------------------------------------- | --------------------------------- | ------------------------------------------------------------------------ |
| 8 липня   | French Community Champs. Брюссель, Бельгія Турнір 4-ї категорії $140,000 - Ґрунт - 32S/29Q/16D Одиночний розряд - Парний розряд            | Міріам Казанова 4–6, 6–2, 6–1                                                       | Аранча Санчес Вікаріо                                               | Емілі Луа Вірхінія Руано Паскуаль | Магі Серна Барбара Шварц Мартіна Мюллер Барбара Шетт                     |
| 8 липня   | French Community Champs. Брюссель, Бельгія Турнір 4-ї категорії $140,000 - Ґрунт - 32S/29Q/16D Одиночний розряд - Парний розряд            | Барбара Шварц Ясмін Вер 6–2, 0–6, 6–4                                               | Татьяна Гарбін Аранча Санчес Вікаріо                                | Емілі Луа Вірхінія Руано Паскуаль | Магі Серна Барбара Шварц Мартіна Мюллер Барбара Шетт                     |
| 8 липня   | GP SAR La Princesse Lalla Meryem Касабланка, Марокко Tier V event $110,000 - Ґрунт - 32S/32Q/16D Одиночний розряд - Парний розряд          | Патріція Вартуш 5–7, 6–3, 6–3                                                       | Клара Коукалова                                                     | Світлана Кузнецова Хісела Дулко   | Марія Елена Камерін Людмила Черванова Петра Мандула Жофія Губачі         |
| 8 липня   | GP SAR La Princesse Lalla Meryem Касабланка, Марокко Tier V event $110,000 - Ґрунт - 32S/32Q/16D Одиночний розряд - Парний розряд          | Петра Мандула Патріція Вартуш 6–2, 6–1                                              | Хісела Дулко Кончіта Мартінес Гранадос                              | Світлана Кузнецова Хісела Дулко   | Марія Елена Камерін Людмила Черванова Петра Мандула Жофія Губачі         |
| 8 липня   | Internazionali Femminili di Tennis di Palermo Палермо, Італія Tier V event $110,000 - Ґрунт - 32S/27Q/16D Одиночний розряд - Парний розряд | Маріана Діас-Оліва 6–7(6–8), 6–1, 6–3                                               | Віра Звонарьова                                                     | Паола Суарес Генрієта Надьова     | Селін Бейгбедер Катерина Сисоєва Любомира Бачева Надія Островська        |
| 8 липня   | Internazionali Femminili di Tennis di Palermo Палермо, Італія Tier V event $110,000 - Ґрунт - 32S/27Q/16D Одиночний розряд - Парний розряд | Євгенія Куликовська Катерина Сисоєва 6–4, 6–3                                       | Любомира Бачева Анжеліка Реш                                        | Паола Суарес Генрієта Надьова     | Селін Бейгбедер Катерина Сисоєва Любомира Бачева Надія Островська        |
| 22 квітня | Fed Cup: Quarterfinal Болонья, Італія, Ґрунт Братислава, Словаччина, Килим (i) Pörtschach, Австрія, Ґрунт Capdepera, Іспанія, Ґрунт        | Перемогли у чвертьфіналах · Італія 4–1 · Словаччина 4–1 · Австрія 4–1 · Іспанія 5–0 | Програли у чвертьфіналах · Бельгія · Франція · Хорватія · Німеччина |                                   |                                                                          |
| 22 липня  | Bank of the West Classic Стенфорд , США Турнір 2-ї категорії $585,000 - Хард - 28S/32Q/16D Одиночний розряд - Парний розряд                | Вінус Вільямс 6–3, 6–3                                                              | Кім Клейстерс                                                       | Ліза Реймонд Ліндсі Девенпорт     | Анна Курнікова Моніка Селеш Єлена Янкович Єлена Докич                    |
| 22 липня  | Bank of the West Classic Стенфорд , США Турнір 2-ї категорії $585,000 - Хард - 28S/32Q/16D Одиночний розряд - Парний розряд                | Ліза Реймонд Ренне Стаббс 6–1, 6–1                                                  | Жанетта Гусарова Кончіта Мартінес                                   | Ліза Реймонд Ліндсі Девенпорт     | Анна Курнікова Моніка Селеш Єлена Янкович Єлена Докич                    |
| 22 липня  | Idea Prokom Open Сопот (Польща), Польща Турнір 3-ї категорії $300,000 - Ґрунт - 30S/32Q/16D Одиночний розряд - Парний розряд               | Дінара Сафіна 6–3, 4–0 знялася                                                      | Генрієта Надьова                                                    | Татьяна Гарбін Віра Звонарьова    | Барбара Ріттнер Аранча Санчес Вікаріо Вірхінія Руано Паскуаль Магі Серна |
| 22 липня  | Idea Prokom Open Сопот (Польща), Польща Турнір 3-ї категорії $300,000 - Ґрунт - 30S/32Q/16D Одиночний розряд - Парний розряд               | Світлана Кузнецова Аранча Санчес Вікаріо 6–2, 6–2                                   | Євгенія Куликовська Катерина Сисоєва                                | Татьяна Гарбін Віра Звонарьова    | Барбара Ріттнер Аранча Санчес Вікаріо Вірхінія Руано Паскуаль Магі Серна |
| 29 липня  | Acura Classic Сан-Дієго, США Турнір 2-ї категорії $775,000 - Хард - 56S/16Q/16D Одиночний розряд - Парний розряд                           | Вінус Вільямс 6–2, 6–2                                                              | Єлена Докич                                                         | Ліндсі Девенпорт Анна Курнікова   | Кім Клейстерс Ай Суґіяма Анна Смашнова Дженніфер Капріаті                |
| 29 липня  | Acura Classic Сан-Дієго, США Турнір 2-ї категорії $775,000 - Хард - 56S/16Q/16D Одиночний розряд - Парний розряд                           | Олена Дементьєва Жанетта Гусарова 6–2, 6–4                                          | Даніела Гантухова Ай Суґіяма                                        | Ліндсі Девенпорт Анна Курнікова   | Кім Клейстерс Ай Суґіяма Анна Смашнова Дженніфер Капріаті                |

### Серпень
| Week                | Турнір | Чемпіонки                                                   | Фіналістки                                 | Півфіналістки                       | Чвертьфіналістки                                               |
| ------------------- | --- | ----------------------------------------------------------- | ------------------------------------------ | ----------------------------------- | -------------------------------------------------------------- |
| 5 серпня            | JPMorgan Chase Open Лос-Анджелес, США Турнір 2-ї категорії $585,000 - Хард - 56S/16Q/16D Одиночний розряд - Парний розряд                          | Чанда Рубін 5–7, 7–6(7–5), 6–3                              | Ліндсі Девенпорт                           | Єлена Докич Ай Суґіяма              | Серена Вільямс Ріта Гранде Елені Даніліду Дженніфер Капріаті   |
| 5 серпня            | JPMorgan Chase Open Лос-Анджелес, США Турнір 2-ї категорії $585,000 - Хард - 56S/16Q/16D Одиночний розряд - Парний розряд                          | Кім Клейстерс Єлена Докич 6–3, 6–3                          | Даніела Гантухова Ай Суґіяма               | Єлена Докич Ай Суґіяма              | Серена Вільямс Ріта Гранде Елені Даніліду Дженніфер Капріаті   |
| 5 серпня            | Nordea Nordic Light Open Еспоо, Finland Турнір 4-ї категорії $140,000 - Хард - 32S/32Q/16D Одиночний розряд - Парний розряд                        | Світлана Кузнецова 0–6, 6–3, 7–6(7–2)                       | Деніса Хладкова                            | Патріція Вартуш Мартина Суха        | Оса Свенссон Петра Мандула Патті Шнідер Гала Леон Гарсія       |
| 5 серпня            | Nordea Nordic Light Open Еспоо, Finland Турнір 4-ї категорії $140,000 - Хард - 32S/32Q/16D Одиночний розряд - Парний розряд                        | Світлана Кузнецова Аранча Санчес Вікаріо 6–3, 6–7(5–7), 6–3 | Ева Бес-Остаріс Марія Хосе Мартінес Санчес | Патріція Вартуш Мартина Суха        | Оса Свенссон Петра Мандула Патті Шнідер Гала Леон Гарсія       |
| 12 серпня           | Rogers AT&T Cup Монреаль, Канада Турнір 1-ї категорії $1,224,000 - Хард - 56S/32Q/28D Одиночний розряд - Парний розряд                             | Амелі Моресмо 6–4, 6–1                                      | Дженніфер Капріаті                         | Даніела Гантухова Єлена Докич       | Фабіола Сулуага Барбара Шетт Мартіна Хінгіс Жустін Енен        |
| 12 серпня           | Rogers AT&T Cup Монреаль, Канада Турнір 1-ї категорії $1,224,000 - Хард - 56S/32Q/28D Одиночний розряд - Парний розряд                             | Вірхінія Руано Паскуаль Паола Суарес 6–4, 7–6(7–4)          | Фудзівара Ріка Ай Суґіяма                  | Даніела Гантухова Єлена Докич       | Фабіола Сулуага Барбара Шетт Мартіна Хінгіс Жустін Енен        |
| 19 серпня           | Pilot Pen Tennis Нью-Гейвен, США Турнір 2-ї категорії $585,000 - Хард - 28S/32Q/16D Одиночний розряд - Парний розряд                               | Вінус Вільямс 7–5, 6–0                                      | Ліндсі Девенпорт                           | Даніела Гантухова Анастасія Мискіна | Лора Гренвілл Патті Шнідер Мартіна Хінгіс Амелі Моресмо        |
| 19 серпня           | Pilot Pen Tennis Нью-Гейвен, США Турнір 2-ї категорії $585,000 - Хард - 28S/32Q/16D Одиночний розряд - Парний розряд                               | Даніела Гантухова Аранча Санчес Вікаріо 6–3, 1–6, 7–5       | Татьяна Гарбін Жанетта Гусарова            | Даніела Гантухова Анастасія Мискіна | Лора Гренвілл Патті Шнідер Мартіна Хінгіс Амелі Моресмо        |
| 26 серпня 2 вересня | Відкритий чемпіонат США Нью-Йорк, США Великий шолом $6,261,690 - Хард - 128S/96Q/64D/32X Одиночний розряд - Парний розряд - Змішаний парний розряд | Серена Вільямс 6–4, 6–3                                     | Вінус Вільямс                              | Ліндсі Девенпорт Амелі Моресмо      | Даніела Гантухова Олена Бовіна Дженніфер Капріаті Моніка Селеш |
| 26 серпня 2 вересня | Відкритий чемпіонат США Нью-Йорк, США Великий шолом $6,261,690 - Хард - 128S/96Q/64D/32X Одиночний розряд - Парний розряд - Змішаний парний розряд | Вірхінія Руано Паскуаль Паола Суарес 6–2, 6–1               | Олена Дементьєва Жанетта Гусарова          | Ліндсі Девенпорт Амелі Моресмо      | Даніела Гантухова Олена Бовіна Дженніфер Капріаті Моніка Селеш |
| 26 серпня 2 вересня | Відкритий чемпіонат США Нью-Йорк, США Великий шолом $6,261,690 - Хард - 128S/96Q/64D/32X Одиночний розряд - Парний розряд - Змішаний парний розряд | Майк Браян Ліза Реймонд 7–6(11–9), 7–6(7–1)                 | Боб Браян Катарина Среботнік               | Ліндсі Девенпорт Амелі Моресмо      | Даніела Гантухова Олена Бовіна Дженніфер Капріаті Моніка Селеш |

### Вересень
| Week       | Турнір | Чемпіонки                                            | Фіналістки                               | Півфіналістки                           | Чвертьфіналістки                                                       |
| ---------- | --- | ---------------------------------------------------- | ---------------------------------------- | --------------------------------------- | ---------------------------------------------------------------------- |
| 9 вересня  | Відкритий чемпіонат Бразилії Баїя, Brasil Турнір 2-ї категорії $650,000 - Хард - 28S/32Q/16D Одиночний розряд - Парний розряд | Анастасія Мискіна 6–3, 0–6, 6–2                      | Елені Даніліду                           | Єлена Докич Моніка Селеш                | Аманда Кетцер Мая Матевжич Патті Шнідер Генрієта Надьова               |
| 9 вересня  | Відкритий чемпіонат Бразилії Баїя, Brasil Турнір 2-ї категорії $650,000 - Хард - 28S/32Q/16D Одиночний розряд - Парний розряд | Вірхінія Руано Паскуаль Паола Суарес 6–4, 6–1        | Емілі Луа Россана де лос Ріос            | Єлена Докич Моніка Селеш                | Аманда Кетцер Мая Матевжич Патті Шнідер Генрієта Надьова               |
| 9 вересня  | SVW Polo Open Шанхай, Китай Турнір 4-ї категорії $140,000 - Хард - 32S/32Q/16D Одиночний розряд - Парний розряд               | Анна Смашнова 6–2, 6–3                               | Анна Курнікова                           | Анжелік Віджайя Ай Суґіяма              | Міхо Саекі Кларіса Фернандес Єлена Костанич Адріана Серра-Дзанетті     |
| 9 вересня  | SVW Polo Open Шанхай, Китай Турнір 4-ї категорії $140,000 - Хард - 32S/32Q/16D Одиночний розряд - Парний розряд               | Анна Курнікова Джанет Лі 7–5, 6–3                    | Фудзівара Ріка Ай Суґіяма                | Анжелік Віджайя Ай Суґіяма              | Міхо Саекі Кларіса Фернандес Єлена Костанич Адріана Серра-Дзанетті     |
| 9 вересня  | Big Island Championships Вайколоа, США Турнір 4-ї категорії $140,000 - Хард - 32S/22Q/16D Одиночний розряд - Парний розряд    | Кара Блек 7–6(7–1), 6–4                              | Ліза Реймонд                             | Гала Леон Гарсія Елс Калленс            | Джилл Крейбас Олена Лиховцева Саманта Рівз Кончіта Мартінес            |
| 9 вересня  | Big Island Championships Вайколоа, США Турнір 4-ї категорії $140,000 - Хард - 32S/22Q/16D Одиночний розряд - Парний розряд    | Мейлен Ту Марія Венто-Кабчі 1–6, 6–2, 6–3            | Нанні де Вільєрс Ірина Селютіна          | Гала Леон Гарсія Елс Калленс            | Джилл Крейбас Олена Лиховцева Саманта Рівз Кончіта Мартінес            |
| 16 вересня | Toyota Princess Cup Токіо, Японія Турнір 2-ї категорії $585,000 - Хард - 28S/32Q/16D Одиночний розряд - Парний розряд         | Серена Вільямс 2–6, 6–3, 6–3                         | Кім Клейстерс                            | Емі Фрейзер Єлена Докич                 | Ніколь Пратт Тетяна Панова Олена Лиховцева Тамарін Танасугарн          |
| 16 вересня | Toyota Princess Cup Токіо, Японія Турнір 2-ї категорії $585,000 - Хард - 28S/32Q/16D Одиночний розряд - Парний розряд         | Світлана Кузнецова Аранча Санчес Вікаріо 6–2, 6–4    | Петра Мандула Патріція Вартуш            | Емі Фрейзер Єлена Докич                 | Ніколь Пратт Тетяна Панова Олена Лиховцева Тамарін Танасугарн          |
| 16 вересня | Bell Challenge Квебек, Канада Турнір 3-ї категорії $170,000 - Килим (i) - 30S/32Q/16D Одиночний розряд - Парний розряд        | Олена Бовіна 6–3, 6–4                                | Марі-Гаяне Мікаелян                      | Сільвія Фаріна-Елія Анастасія Родіонова | Александра Стівенсон Магдалена Малеєва Марлен Вайнгартнер Анжеліка Реш |
| 16 вересня | Bell Challenge Квебек, Канада Турнір 3-ї категорії $170,000 - Килим (i) - 30S/32Q/16D Одиночний розряд - Парний розряд        | Саманта Рівз Джессіка Стек 4–6, 6–3, 7–5             | Марія Емілія Салерні Фабіола Сулуага     | Сільвія Фаріна-Елія Анастасія Родіонова | Александра Стівенсон Магдалена Малеєва Марлен Вайнгартнер Анжеліка Реш |
| 23 вересня | Sparkassen Cup Лейпциг, Німеччина Турнір 2-ї категорії $585,000 - Хард (п) - 28S/32Q/16D Одиночний розряд - Парний розряд     | Серена Вільямс 6–3, 6–2                              | Анастасія Мискіна                        | Жустін Енен Кім Клейстерс               | Жанетта Гусарова Даніела Гантухова Барбара Ріттнер Меган Шонессі       |
| 23 вересня | Sparkassen Cup Лейпциг, Німеччина Турнір 2-ї категорії $585,000 - Хард (п) - 28S/32Q/16D Одиночний розряд - Парний розряд     | Александра Стівенсон Серена Вільямс 6–3, 7–5         | Жанетта Гусарова Паола Суарес            | Жустін Енен Кім Клейстерс               | Жанетта Гусарова Даніела Гантухова Барбара Ріттнер Меган Шонессі       |
| 23 вересня | Wismilak International Балі, Індонезія Турнір 3-ї категорії $225,000 - Хард - 30S/32Q/16D Одиночний розряд - Парний розряд    | Світлана Кузнецова 3–6, 7–6(7–4), 7–5                | Кончіта Мартінес                         | Сара Тейлор Аранча Санчес Вікаріо       | Россана де лос Ріос Марта Марреро Ліна Красноруцька Обата Саорі        |
| 23 вересня | Wismilak International Балі, Індонезія Турнір 3-ї категорії $225,000 - Хард - 30S/32Q/16D Одиночний розряд - Парний розряд    | Кара Блек Вірхінія Руано Паскуаль 6–2, 6–3           | Світлана Кузнецова Аранча Санчес Вікаріо | Сара Тейлор Аранча Санчес Вікаріо       | Россана де лос Ріос Марта Марреро Ліна Красноруцька Обата Саорі        |
| 30 вересня | Кубок Кремля Москва, Росія Турнір 1-ї категорії $1,224,000 - Хард (п) - 28S/32Q/16D Одиночний розряд - Парний розряд          | Магдалена Малеєва 5–7, 6–3, 7–6(7–4)                 | Ліндсі Девенпорт                         | Амелі Моресмо Аманда Кетцер             | Наталі Деші Мая Матевжич Надія Петрова Олена Бовіна                    |
| 30 вересня | Кубок Кремля Москва, Росія Турнір 1-ї категорії $1,224,000 - Хард (п) - 28S/32Q/16D Одиночний розряд - Парний розряд          | Олена Дементьєва Жанетта Гусарова 2–6, 6–3, 7–6(9–7) | Єлена Докич Надія Петрова                | Амелі Моресмо Аманда Кетцер             | Наталі Деші Мая Матевжич Надія Петрова Олена Бовіна                    |
| 30 вересня | AIG Japan Open Токіо, Японія Турнір 3-ї категорії $170,000 - Хард - 30S/32Q/16D Одиночний розряд - Парний розряд              | Джилл Крейбас 2–6, 6–4, 6–4                          | Сільвія Талая                            | Сара Тейлор Тамарін Танасугарн          | Ай Суґіяма Юка Йосіда Єлена Костанич Алісія Молік                      |
| 30 вересня | AIG Japan Open Токіо, Японія Турнір 3-ї категорії $170,000 - Хард - 30S/32Q/16D Одиночний розряд - Парний розряд              | Асагое Сінобу Міягі Нана 6–4, 4–6, 6–4               | Світлана Кузнецова Аранча Санчес Вікаріо | Сара Тейлор Тамарін Танасугарн          | Ай Суґіяма Юка Йосіда Єлена Костанич Алісія Молік                      |

### Жовтень
| Week      | Турнір | Чемпіонки                                    | Фіналістки                  | Півфіналістки                      | Чвертьфіналістки                                                         |
| --------- | --- | -------------------------------------------- | --------------------------- | ---------------------------------- | ------------------------------------------------------------------------ |
| 7 жовтня  | Porsche Tennis Grand Prix Фільдерштадт, Німеччина Турнір 2-ї категорії $625,000 - Хард (п) - 28S/32Q/16D Одиночний розряд - Парний розряд | Кім Клейстерс 4–6, 6–3, 6–4                  | Даніела Гантухова           | Олена Дементьєва Амелі Моресмо     | Александра Стівенсон Міріам Казанова Тетяна Панова Ліндсі Девенпорт      |
| 7 жовтня  | Porsche Tennis Grand Prix Фільдерштадт, Німеччина Турнір 2-ї категорії $625,000 - Хард (п) - 28S/32Q/16D Одиночний розряд - Парний розряд | Ліндсі Девенпорт Ліза Реймонд 6–2, 6–4       | Меган Шонессі Паола Суарес  | Олена Дементьєва Амелі Моресмо     | Александра Стівенсон Міріам Казанова Тетяна Панова Ліндсі Девенпорт      |
| 14 жовтня | Swisscom Challenge Цюрих, Швейцарія Турнір 1-ї категорії $1,224,000 - Хард (п) - 28S/32Q/16D Одиночний розряд - Парний розряд             | Патті Шнідер 6–7(5–7), 7–6(10–8), 6–3        | Ліндсі Девенпорт            | Кончіта Мартінес Жустін Енен       | Александра Стівенсон Даніела Гантухова Марі-Гаяне Мікаелян Кім Клейстерс |
| 14 жовтня | Swisscom Challenge Цюрих, Швейцарія Турнір 1-ї категорії $1,224,000 - Хард (п) - 28S/32Q/16D Одиночний розряд - Парний розряд             | Олена Бовіна Жустін Енен 6–2, 7–6(7–2)       | Єлена Докич Надія Петрова   | Кончіта Мартінес Жустін Енен       | Александра Стівенсон Даніела Гантухова Марі-Гаяне Мікаелян Кім Клейстерс |
| 14 жовтня | VUB Open Братислава, Словаччина Tier V event $110,000 - Хард (п) - 32S/32Q/16D Singles - Doubles                                          | Мая Матевжич 6–0, 6–1                        | Івета Бенешова              | Наталі Деші Ріта Гранде            | Любомира Курхайцова Ева Фіслова Емілі Луа Россана де лос Ріос            |
| 14 жовтня | VUB Open Братислава, Словаччина Tier V event $110,000 - Хард (п) - 32S/32Q/16D Singles - Doubles                                          | Мая Матевжич Генрієта Надьова 6–4, 6–0       | Наталі Деші Мейлен Ту       | Наталі Деші Ріта Гранде            | Любомира Курхайцова Ева Фіслова Емілі Луа Россана де лос Ріос            |
| 21 жовтня | Generali Ladies Linz Лінц, Австрія Турнір 2-ї категорії $585,000 - Хард (п) - 28S/32Q/16D Одиночний розряд - Парний розряд                | Жустін Енен 6–3, 6–0                         | Александра Стівенсон        | Даніела Гантухова Чанда Рубін      | Дженніфер Капріаті Анна Смашнова Сільвія Фаріна-Елія Єлена Докич         |
| 21 жовтня | Generali Ladies Linz Лінц, Австрія Турнір 2-ї категорії $585,000 - Хард (п) - 28S/32Q/16D Одиночний розряд - Парний розряд                | Єлена Докич Надія Петрова 6–3, 6–2           | Фудзівара Ріка Ай Суґіяма   | Даніела Гантухова Чанда Рубін      | Дженніфер Капріаті Анна Смашнова Сільвія Фаріна-Елія Єлена Докич         |
| 21 жовтня | SEAT Open Luxembourg Люксембург, Люксембург Турнір 3-ї категорії $225,000 - Хард (п) - 30S/32Q/16D Одиночний розряд - Парний розряд       | Кім Клейстерс 6–1, 6–2                       | Магдалена Малеєва           | Віржіні Раззано Катарина Среботнік | Лора Гренвілл Жанетта Гусарова Тіна Писник Олена Бовіна                  |
| 21 жовтня | SEAT Open Luxembourg Люксембург, Люксембург Турнір 3-ї категорії $225,000 - Хард (п) - 30S/32Q/16D Одиночний розряд - Парний розряд       | Кім Клейстерс Жанетта Гусарова 4–6, 6–3, 7–5 | Квета Пешке Барбара Ріттнер | Віржіні Раззано Катарина Среботнік | Лора Гренвілл Жанетта Гусарова Тіна Писник Олена Бовіна                  |
| 28 жовтня | Фінал Кубка федерації Гран-Канарія, Іспанія, Хард (п)                                                                                     | Словаччина · 2–1                             | Іспанія                     | Італія 1–3 · Австрія 2–3           |                                                                          |

### Листопад
| Week        | Турнір | Чемпіонки                                       | Фіналістки                      | Півфіналістки                    | Чвертьфіналістки                                                      |
| ----------- | --- | ----------------------------------------------- | ------------------------------- | -------------------------------- | --------------------------------------------------------------------- |
| 4 листопада | Чемпіонат Туру WTA Лос-Анджелес, США Чемпіонат кінця року $3,000,000 - Хард - 16S/8D Одиночний розряд - Парний розряд | Кім Клейстерс 7–5, 6–3                          | Серена Вільямс                  | Дженніфер Капріаті Вінус Вільямс | Єлена Докич Магдалена Малеєва Жустін Енен Моніка Селеш                |
| 4 листопада | Чемпіонат Туру WTA Лос-Анджелес, США Чемпіонат кінця року $3,000,000 - Хард - 16S/8D Одиночний розряд - Парний розряд | Олена Дементьєва Жанетта Гусарова 4–6, 6–4, 6–3 | Кара Блек Олена Лиховцева       | Дженніфер Капріаті Вінус Вільямс | Єлена Докич Магдалена Малеєва Жустін Енен Моніка Селеш                |
| 4 листопада | Volvo Women's Open Паттайя, Таїланд Tier V event $110,000 - Хард - 32S/28Q/16D Одиночний розряд - Парний розряд       | Анжелік Віджайя 6–2, 6–4                        | Чо Юн Чон                       | Тетяна Панова Ліна Красноруцька  | Адріана Серра-Дзанетті Асагое Сінобу Сільвія Талая Тамарін Танасугарн |
| 4 листопада | Volvo Women's Open Паттайя, Таїланд Tier V event $110,000 - Хард - 32S/28Q/16D Одиночний розряд - Парний розряд       | Келлі Лігган Рената Ворачова 7–5, 7–6(9–7)      | Ліна Красноруцька Тетяна Панова | Тетяна Панова Ліна Красноруцька  | Адріана Серра-Дзанетті Асагое Сінобу Сільвія Талая Тамарін Танасугарн |

## Рейтинги
Рейтинги WTA в одиничному та парному розрядах на кінець 2002 року:

### Одиночний розряд
| Одиночний розряд | Одиночний розряд     | Одиночний розряд            | Одиночний розряд | Одиночний розряд | Одиночний розряд |
| ---------------- | -------------------- | --------------------------- | ---------------- | ---------------- | ---------------- |
| Місце            | Ім'я                 | Країна                      | Очок             | 2001             | Зміна            |
| 1                | Серена Вільямс       | США                         | 6,080            | 6                | +5               |
| 2                | Вінус Вільямс        | США                         | 5,140            | 3                | +1               |
| 3                | Дженніфер Капріаті   | США                         | 3,796            | 2                | -1               |
| 4                | Кім Клейстерс        | Бельгія                     | 3,557            | 5                | +1               |
| 5                | Жустін Енен          | Бельгія                     | 3,218            | 7                | +2               |
| 6                | Амелі Моресмо        | Франція                     | 3,068            | 9                | +3               |
| 7                | Моніка Селеш         | США                         | 2,952            | 10               | +3               |
| 8                | Даніела Гантухова    | Словаччина                  | 2,668            | 38               | +30              |
| 9                | Єлена Докич          | Союзна Республіка Югославія | 2,506            | 8                | -1               |
| 10               | Мартіна Хінгіс       | Швейцарія                   | 2,348            | 4                | -6               |
| 11               | Анастасія Мискіна    | Росія                       | 1,908            | 59               | +48              |
| 12               | Ліндсі Девенпорт     | США                         | 1,795            | 1                | -11              |
| 13               | Чанда Рубін          | США                         | 1,752            | 54               | +41              |
| 14               | Магдалена Малеєва    | Болгарія                    | 1,701            | 16               | +2               |
| 15               | Патті Шнідер         | Швейцарія                   | 1,644            | 37               | +22              |
| 16               | Анна Смашнова        | Ізраїль                     | 1,617            | 87               | +71              |
| 17               | Сільвія Фаріна-Елія  | Італія                      | 1,596            | 14               | -3               |
| 18               | Александра Стівенсон | США                         | 1,444            | 60               | +42              |
| 19               | Олена Дементьєва     | Росія                       | 1,426            | 15               | -4               |
| 20               | Наталі Деші          | Франція                     | 1,295            | 44               | +24              |

#### 1-й номер рейтингу
| Утримувач                | Коли здобула     | Коли позбулася   |
| ------------------------ | ---------------- | ---------------- |
| Ліндсі Девенпорт (USA)   | Кінець 2001 року | 13 січня 2002    |
| Дженніфер Капріаті (USA) | 14 січня 2002    | 24 лютого 2002   |
| Вінус Вільямс (USA)      | 25 лютого 2002   | 17 березня 2002  |
| Дженніфер Капріаті (USA) | 18 березня 2002  | 21 квітня 2002   |
| Вінус Вільямс (USA)      | 22 квітня 2002   | 19 травня 2002   |
| Дженніфер Капріаті (USA) | 20 травня 2002   | 9 червня 2002    |
| Вінус Вільямс (USA)      | 10 червня 2002   | 7 липня 2002     |
| Серена Вільямс (USA)     | 8 липня 2002     | Кінець 2002 року |

### Парний розряд
| Парний розряд | Парний розряд           | Парний розряд               | Парний розряд | Парний розряд | Парний розряд |
| ------------- | ----------------------- | --------------------------- | ------------- | ------------- | ------------- |
| Місце         | Ім'я                    | Країна                      | Очок          | 2001          | Зміна         |
| 1             | Паола Суарес            | Аргентина                   | 3,863         | 6             | +5            |
| 2             | Вірхінія Руано Паскуаль | Іспанія                     | 3,822         | 8             | +6            |
| 3             | Ліза Реймонд            | США                         | 3,360         | 1             | -2            |
| 4             | Ренне Стаббс            | Австралія                   | 3,304         | 4             | =             |
| 5             | Жанетта Гусарова        | Словаччина                  | 3,107         | 28            | +23           |
| 6             | Олена Дементьєва        | Росія                       | 2,765         | 98            | +92           |
| 7             | Аранча Санчес Вікаріо   | Іспанія                     | 2,256         | 11            | +4            |
| 8             | Даніела Гантухова       | Словаччина                  | 2,344         | 56            | +48           |
| 9             | Кара Блек               | Зімбабве                    | 2,085         | 3             | -6            |
| 10            | Олена Лиховцева         | Росія                       | 2,043         | 4             | -6            |
| 11            | Анна Курнікова          | Росія                       | 1,992         | 26            | +15           |
| 12            | Ай Суґіяма              | Японія                      | 1,912         | 9             | -3            |
| 13            | Фудзівара Ріка          | Японія                      | 1,725         | 135           | +122          |
| 14            | Єлена Докич             | Союзна Республіка Югославія | 1,615         | 12            | -2            |
| 15            | Мартіна Хінгіс          | Швейцарія                   | 1,504         | 30            | +15           |
| 16            | Кончіта Мартінес        | Іспанія                     | 1,372         | 19            | +3            |
| 17            | Меган Шонессі           | США                         | 1,371         | 14            | -3            |
| 18            | Лізель Губер            | ПАР                         | 1,302         | 21            | +3            |
| 19            | Ніколь Арендт           | США                         | 1,232         | 10            | -9            |
| 20            | Кімберлі По             | США                         | 1,153         | 7             | -13           |

#### 1-й номер рейтингу
| Утримувач          | Коли здобула     | Коли позбулася   |
| ------------------ | ---------------- | ---------------- |
| Ліза Реймонд (USA) | Кінець 2001 року | 8 вересня 2002   |
| Паола Суарес (ARG) | 9 вересня 2002   | Кінець 2002 року |

## Статистика
Список гравчинь і здобутих титулів:
- Серена Вільямс - Скоттсдейл, Маямі, Рим, Відкритий чемпіонат Франції, Вімблдон, Відкритий чемпіонат США, Tokyo Princess Cup та Лейпциг (8)
- Вінус Вільямс - Голд-Кост, Париж, Будапешт, Амелія-Айленд, Стенфорд, Сан-Дієго та Нью-Гейвен (7)
- Кім Клейстерс - Гамбург, Фільдерштадт, Люксембург та Чемпіонат Туру WTA (4)
- Анна Смашнова - Окленд, Канберра, Відень і Шанхай (4)
- Олена Бовіна - Варшава та Квебек-Сіті (2)
- Єлена Докич - Сарасота та Бірмінгем (2)
- Жустін Енен - Берлін та Лінц (2)
- Мартіна Хінгіс - Сідней та Tokyo Pan Pacific (2)
- Світлана Кузнецова - Еспоо та Балі (2)
- Амелі Моресмо - Дубай та Монреаль (2)
- Чанда Рубін - Істборн та Лос-Анджелес (2)
- Моніка Селеш - Доха та Мадрид (2)
- Кара Блек - Вайколоа (1)
- Дженніфер Капріаті - Відкритий чемпіонат Австралії (1)
- Міріам Казанова - Брюссель (1)
- Джилл Крейбас - Токіо Japan Open (1)
- Елені Даніліду - 'с-Гертогенбос (1)
- Маріана Діас-Оліва - Палермо (1)
- Сільвія Фаріна-Елія - Страсбург (1)
- Марі-Гаяне Мікаелян - Ташкент (1)
- Даніела Гантухова - Індіан-Веллс (1)
- Іва Майолі - Чарлстон (1)
- Магдалена Малеєва - Москва (1)
- Мая Матевжич - Братислава (1)
- Анхелес Монтоліо - Порту (1)
- Мартіна Мюллер - Будапешт (1)
- Анастасія Мискіна - Баїя (1)
- Ліза Реймонд - Мемфіс (1)
- Дінара Сафіна - Сопот (1)
- Патті Шнідер - Цюрих (1)
- Магі Серна - Ешторил (1)
- Катарина Среботнік - Акапулько (1)
- Мартина Суха - Гобарт (1)
- Оса Свенссон - Бол (1)
- Патріція Вартуш - Касабланка (1)
- Анжелік Віджайя - Паттая (1)
- Фабіола Сулуага - Богота (1)

Гравчині, що здобули свій перший титул:
- Мартина Суха - Гобарт
- Даніела Гантухова - Індіан-Веллс
- Магі Серна - Ешторил
- Мартіна Мюллер - Будапешт
- Олена Бовіна - Варшава
- Марі-Гаяне Мікаелян - Ташкент
- Елені Даніліду - 'с-Гертогенбос
- Міріам Казанова - Бруссель
- Маріана Діас-Оліва - Палермо
- Дінара Сафіна - Сопот
- Світлана Кузнецова - Еспоо
- Кара Блек - Вайколоа
- Джилл Крейбас - Токіо Japan Open
- Мая Матевжич - Братислава

Титули за країною:
- США - 22 (Голд-Кост, Відкритий чемпіонат Австралії, Париж, Будапешт, Доха, Мемфіс, Скоттсдейл, Маямі, Амелія-Айленд, Рим, Мадрид, Відкритий чемпіонат Франції, Істборн, Вімблдон, Стенфорд, Сан-Дієго, Лос-Анджелес, Нью-Гейвен, Відкритий чемпіонат США, Tokyo Princess Cup, Лейпциг та Tokyo Japan Open)
- Бельгія - 6 (Гамбург, Берлін, Фільдерштадт, Лінц, Люксембург та Чемпіонат Туру WTA)
- Росія - 6 (Варшава, Сопот, Еспоо, Баїя, Квебек-Сіті та Балі)
- Швейцарія - 5 (Сідней, Tokyo Pan Pacific, Ташкент, Брюссель та Цюрих)
- Ізраїль - 4 (Окленд, Канберра, Відень і Шанхай)
- Іспанія - 2 (Порту та Ешторил)
- Франція - 2 (Дубай та Монреаль)
- Словенія - 2 (Акапулько та Братислава)
- Словаччина - 2 (Гобарт та Індіан-Веллс)
- - 2 (Сарасота та Бірмінгем)
- Аргентина - 1 (Палермо)
- Австрія - 1 (Касабланка)
- Болгарія - 1 (Москва)
- Колумбія - 1 (Богота)
- Хорватія - 1 (Чарлстон)
- Німеччина - 1 (Будапешт)
- Греція - 1 ('с-Гертогенбос)
- Індонезія - 1 (Паттая)
- Італія - 1 (Страсбург)
- Швеція - 1 (Бол)
- Зімбабве - 1 (Вайколоа)